# Рустамов, Нурмамат
Нурмамат Рустамов — советский хозяйственный, государственный и политический деятель, Герой Социалистического Труда.

## Биография
Родился в 1928 году в Кашка-Дарьинском округе. Член КПСС.
С 1944 года — на хозяйственной, общественной и политической работе. В 1944—1990 гг. — учётчик местного колхоза, бухгалтер, начальник отдела кадров, управляющий отделением, главный зоотехник и секретарь парткома совхоза «Узбекистан» Бахористанского района Кашкадарьинской области, директор госплемзавода «Узбекистан» Бахористанского района Кашкадарьинской области Узбекской ССР.
Указом Президиума Верховного Совета СССР от 26 февраля 1981 года присвоено звание Героя Социалистического Труда с вручением ордена Ленина и золотой медали «Серп и Молот».
Избирался депутатом Верховного Совета Узбекской ССР 10-го созыва.
Жил в Узбекистане.